# Kanton Sochaux-Grand-Charmont
Der Kanton Sochaux-Grand-Charmont war von 1973 bis 2015 ein französischer Wahlkreis im Département Doubs und in der damaligen Region Franche-Comté. Er umfasste vier Gemeinden im Arrondissement Montbéliard; sein Hauptort (frz.: chef-lieu) war Sochaux. Die landesweiten Änderungen in der Zusammensetzung der Kantone brachten im März 2015 seine Auflösung. Vertreter im conseil général des Départements war zuletzt von 2001 bis 2015 Noël Gauthier.

## Gemeinden
- Grand-Charmont
- Nommay
- Sochaux
- Vieux-Charmont